# David Carter
David Cunningham Carter (Christchurch, 3 d'abril de 1952) és un polític neozelandès i diputat de la Cambra de Representants de Nova Zelanda des de les eleccions parcials de Selwyn de 1994. És membre del Partit Nacional i forma part del gabinet de John Key. És l'actual portaveu de la Cambra de Representants.

## Inicis
Carter va néixer a Christchurch el 3 d'abril de 1952. Va anar al Col·legi de Sant Beda (St Bede's College) per realitzar els seus estudis secundaris. Després anà a la Universitat Lincoln per estudiar agronomia. Ha set ramader oví i boví per més de trenta anys. Ha treballat també com a hoteler, home de negocis i promotor immobiliari a Christchurch. El 1975 es va afiliar amb el Partit Nacional.

## Diputat
| Parlament de Nova Zelanda |      |                 |        |          |
| Anys                      | Leg. | Circumscripció  | Llista | Partit   |
| 1994-1996                 | 44   | Selwyn          | Selwyn | Nacional |
| 1996-1999                 | 45   | Banks Peninsula | 41     | Nacional |
| 1999-2002                 | 46   | Llista          | 21     | Nacional |
| 2002-2005                 | 47   | Llista          | 4      | Nacional |
| 2005-2008                 | 48   | Llista          | 8      | Nacional |
| 2008-2011                 | 49   | Llista          | 9      | Nacional |
| 2011-actualitat           | 50   | Llista          | 10     | Nacional |

Al dimitir la diputada de Selwyn Ruth Richardson el 1994 es varen produir unes eleccions parcials en aquesta circumscripció per a decidir qui seria el nou diputat per Selwyn. Carter va ser nominat pel Partit Nacional com a candidat. Van tenir lloc el 13 d'agost i Carter guanyà estretament amb el 42,32% del vot total. En segon lloc quedà John Wright de l'Aliança amb el 40,34% del vot.
Per a les eleccions de 1996 es van canviar gran part de les circumscripcions electorals, i entre aquestes la circumscripció de Selwyn va ser abolida. En el seu lloc s'hi instal·là Banks Peninsula. Allí Carter hi guanyà amb el 41,13% del vot total contra el 29,66% de Ruth Dyson del Partit Laborista i el 18,96% de Rod Donald de l'Aliança.
En les eleccions de 1999 Carter va perdre contra Dyson. Dyson va rebre el 41,40% del vot contra el 37,51% de Carter. Carter subseqüentment va esdevenir diputat de llista al trobar-se en la posició 21 del Partit Nacional.
En les eleccions de 2002 va perdre de nou contra Dyson a Banks Peninsula. Aquest cop Dyson va rebre el 44,96% i Carter el 33,72%. En aquestes eleccions es trobava quart en la llista electoral del seu partit, fent-lo diputat de llista de nou.
En les eleccions de 2005 Carter va apropar-se a la victòria a Banks Peninsula, però hi perdé. Dyson va rebre el 43,83% del vot i Carter va rebre el 39,05%. Es trobava vuitè en la llista del Partit Nacional, fent-lo esdevenir diputat per una nova legislatura.
En les eleccions de 2008 no fou candidat pel Partit Nacional en cap circumscripció electoral. Va ser posicionat novè el 2008, quasi garantint-lo una posició com a diputat. I així va ser, ja que el Partit Nacional va guanyar les eleccions amb cinquanta-vuit escons.
En les eleccions de 2011 Carter fou seleccionat com a candidat del partit a la circumscripció electoral de Port Hills. Va perdre rebent el 38,89% del vot contra el 48,41% de Dyson. Al trobar-se en la desena posició de la llista del Partit Nacional i aquest partit rebent cinquanta-nou escons, Carter fou reelegit com a diputat de llista.

### Ministre
Sota el gabinet de Jenny Shipley va ser el Ministre dels Afers dels Ancians, succeint a Robyn McDonald l'agost de 1998. El desembre de 1999 al perdre el Partit Nacional les eleccions d'aquell any va perdre aquest càrrec.
Sota el gabinet de John Key Carter va ser el Ministre de les Indústries Primàries des de l'abril de 2012 i prèviament Ministre d'Agricultura des del novembre de 2008 fins aleshores, quan es varen fusionar els Ministeris d'Agricultura, Pesca i Seguretat Alimentària. L'abril de 2012 va succeir a Nick Smith com a Ministre de Govern Local. En ser elegit com a Portaveu de la Cambra de Representants el gener de 2013, va cessar de ser ministre.

### Portaveu
El 22 de gener de 2013 el Primer Ministre John Key va anunciar un canvi en el gabinet en què anuncià que la seva preferència per a portaveu era Carter. El Partit Laborista no va estar d'acord amb la idea de tenir a Carter com a portaveu, així que el partit anuncià que Trevor Mallard seria candidat a la posició de portaveu. El 31 de gener va tenir lloc l'elecció per a portaveu; Carter guanyà amb 62 vots contra els 52 de Mallard. L'1 de febrer Carter començà a ser portaveu.